# Werner Buse
Werner Buse (* 26. Februar 1950 in Großbodungen) ist ein deutscher Politiker (Die Linke) und ehemaliger Parteifunktionär der SED. Er war von 1999 bis 2009 Mitglied des Thüringer Landtags und dort von 2000 bis 2001 Vorsitzender der PDS-Landtagsfraktion. 

## Leben
Werner Buse machte von 1966 bis 1969 eine Berufsausbildung als Motorenbauer mit Abitur und danach absolvierte er von 1969 von 1973 ein Mathematikstudium an Friedrich-Schiller-Universität Jena. Von 1973 bis 1980 war er in der FDJ-Kreisleitung in Heiligenstadt und von 1980 bis 1985 in der FDJ-Bezirksleitung Erfurt tätig. Er machte von 1985 bis 1988 ein weiteres Studium, diesmal an der Parteihochschule der SED. Anschließend arbeitete er von 1988 bis 1989 in der SED-Kreisleitung Heiligenstadt. 
Buse ist verheiratet und hat zwei Kinder.

## Politik
Werner Buse ist Mitglied der Partei Die Linke und war vorher Mitglied in den Vorgängerparteien PDS beziehungsweise SED. Nach der Wiedervereinigung wurde er in den PDS-Kreisvorstand Heiligenstadt bzw. Eichsfeld und in den PDS-Landesvorstand in Thüringen gewählt. In den Jahren 1994 bis 1999 war er Wahlkreismitarbeiter beim Bundestagsabgeordneten Gerhard Jüttemann. 
Von 1999 bis 2009 gehörte er als Abgeordneter dem Thüringer Landtag an. Am 1. November 2000 wurde er als Nachfolger von Gabi Zimmer zum Vorsitzenden der PDS-Landtagsfraktion gewählt; trat jedoch bei der Wahl des Fraktionsvorstandes im Folgejahr nicht wieder an, so dass ihn am 14. November 2001 Bodo Ramelow ablöste.
Er gehörte dem Ausschuss für Wirtschaft, Technologie und Arbeit an. Zudem übernahm er für seine Fraktion die Aufgabe als Fachsprecher für Tourismus. Zur Landtagswahl 2009 trat er nicht mehr an.